# خبز أناداما
خبز أناداما (بالإنجليزية: Anadama bread)، هو خبز بالخميرة تقليدي في نيو إنجلاند في الولايات المتحدة، يُصنع من دبس السكر ودقيق الذرة ودقيق القمح ويستخدم أحياناً دقيق الشيلم.

## الأصل في ماساشوستس
لم يتم التوافق على منشأ هذا الخبز والزمن الذي ظهر فيه على وجه الدقة، إلا أنه كان موجوداً قبل عام 1850 في روكبورت- ماساشوستس. يُعتقد بأنه نشأ في مجتمع صيد محلي، لكنه قد يكون من قرى الحجّارين في فنلندا.
في مطلع القرن العشرين، صنع هذا الخبز رجل يدعى بيكر نولتون في شارع كينغ في روكبورت-ماساتشوسيتس وكان يوزعه للأسر على متن عربة تجرها الخيول. في عقد 1940، تخصص مطعم بلاكسميث بصنع هذا الخبز لرواد المطعم. حيث كان بيل وميليسا سميث (أصحاب المطعم) يخبزان حوالي 80 رغيفاً يومياً وذلك حتى عام 1956، حيث بنيا مخبزاً حديثاً بكلفة 250 ألف دولار في بوولز لين. عمل في هذا المخبز 70 موظفاً و 40 شاحنة لتسليم الخبز في جميع أنحاء نيو إنغلاند.

## روابط خارجية
- Beard Foundation نسخة محفوظة 15 يوليو 2009 على موقع واي باك مشين.

قالب:American bread